# Marksistowsko-Leninowska Zbrojna Grupa Propagandowa
Marksistowsko-Leninowska Zbrojna Grupa Propagandowa (tur. Marksist Leninist Silahlı Propaganda Birliği, MLSPB), znana również pod pełną nazwą Ludowa Partia Wyzwolenia – Front Turcji / Marksistowsko-Leninowska Zbrojna Grupa Propagandowa (tur. Türkiye Halk Kurtuluş Partisi-Cephesi/Marksist-Leninist Silahlı Propaganda Birliği, THKP-C/MLSPB) – nielegalna komunistyczna organizacja działająca na terenie Turcji oraz Syrii.

## Historia
3 października 1978 członkowie organizacji dokonali morderstwo przewodniczącego prowincji Partii Narodowego Działania (MHP) w Stambule Recepa Haşatlı, a także jego syna Mustafy Haşatlı.
W kwietniu 1980, członkowie grupy (Kadir Tandoğan, Ahmet Saner, Hakkı Kolgu i Talip Aydın) zastrzelili amerykańskiego oficera marynarki i jego kierowcę, sierżanta Sama Novello i Alego Sabri Baytara. Ofiary miały być uznane za agentów CIA.
Jako MLSPB-Front Rewolucyjny (tur. MLSPB-Devrim Cephesi), organizacja uczestniczyła w wojnie domowej w Syrii, walcząc u boku Powszechne Jednostki Ochrony (YPG) przeciwko tzw. Państwu Islamskiemu (ISIS). Dołączyła do Zjednoczonych Sił Wolności (BÖG) i Międzynarodowego Batalionu Wolności (IFB), które wspierają działania YPG. Jednostkę MLSPB-DC nazwano na cześć Alpera Çakasa, bojownika ugrupowania, który zginął podczas walk w Rożawie. MLSPB-DC zaangażowała się również w walki przeciwko armii tureckiej podczas Operacja Źródło Pokoju oraz Operacja „Gałązka oliwna”.
W marcu 2016 THKP-C/MLSPB przystąpiła do turecko-kurdyjskiej koalicji Zjednoczony Rewolucyjny Ruch Ludowy (HBDH). Do sojuszu przystąpiło też kilka innych lewicowych ugrupowań w tym Marksistowsko-Leninowska Partia Komunistyczna (MLKP), Partia Pracujących Kurdystanu (PKK) czy Maoistowska Partia Komunistyczna(MKP).